# Успенская церковь (Лютенька)
Успенская церковь — кирпичная церковь в честь Успения Пресвятой Богородицы в селе Лютенька Гадячского района Полтавской области (бывший сотенный городок Лютенька Гадячского полка), ныне разрушенная. Построена в 1686 году на средства гадячского полковника Михаила Бороховича как семейная усыпальница. Кроме собственно Михаила Бороховича, в Успенской церкви был перезахоронен прах гетмана Ивана Брюховецкого.

## Описание
Относится к числу этапных произведений архитектуры украинского Возрождения. Построен по образцу Юрьевской (Георгиевской) церкви в Выдубицком монастыре в Киеве. Каменный, девятичастный, крестовый, пятикупольный, холодный храм. Гранёные рукава пространственного креста, увенчанные двухзаломными верхами, повторяющими центральный купол, стоящий на более широком барабане. Одноярусные помещения между рукавами креста квадратные в плане, их пониженные объёмы подчеркивают стройность и масштабность боковых компартиментов, пирамидальность центрической композиции. С западной стороны было невысокое, оригинальное по форме, двухъярусное крыльцо в виде гранёной ротонды. Храм — один из редких памятников, в кладке стен имеющих внизу деревянные брусья-связи, а также железные стяжки в пятах подпружных арок.
Церковь была трёхпрестольной, с приделами во имя архангела Михаила и Святой Троицы, имела резной пятиярусный иконостас (уничтожен в 1-й половине XX века).
В начале XIX века с запада возведена четырёхъярусная колокольня. В 1887—1890 годах колокольню разобрали и построили каменную двухъярусную колокольню в формах архитектурного историзма. С обеих сторон колокольни построены двое ворот, 1-й ярус — трёхчастный четверик, 2-й — двухэтажный восьмерик с верхним арочным ярусом звона, увенчанным восьмигранным куполом с переломом и фонариком.

## Из истории храма
Острожек Лютенька упоминается в 1636 году, когда вместе с укреплениями могла быть возведена и деревянная церковь. В 1659 году татары Карач-бея (ум. в декабре 1663 года) сожгли крепость и деревянную семиглавую церковь. Гадяцкий полковник Борохович на пепелище Лютенской крепости начал строить каменную Успенскую церковь.
По данным археологов, деревянная церковь на месте Успенской существовала до 1687 года, когда алтарная часть каменной церкви была возведена точно вокруг предшествовавшей постройки.
Гетман Иван Брюховецкий был похоронен в построенной им же Богоявленский церкви в Гадяче; позже, как свидетельствует историк Грановский, прах его перенесли в городок Лютеньку. Причиной переноса праха послужило то, что Богоявленская церковь в то время пришла в ветхость. «Сохранилось местное предание, что при вскрытии могилы Брюховецкого, для перевозки останков его в м. Лютеньку, самый гроб был найден висящем на толстых железных цепях и уцелел довольно хорошо». После перезахоронения гроб с прахом гетмана на тех же массивных цепях была прикреплён в склепе под Успенской церковью.
В 1709 году храм посетил Даниэль Крман: «Шведская гвардия выступила с Гадяч 21 февраля, а мы отправились 18 марта. Через час пришли в монастырь, а через две мили в сильный мороз пришли в город Лютенька, окруженный рвами и валами, где у местного коменданта господина Спарре получили удобную квартиру. Здесь мы увидели очень красивый храм Божий, построенный недавно из камня. Его алтарь, говорят, стоил двадцать тысяч, а всё сооружение 100 000 казацких флоринов, причём один казацкий флорин стоит десять имперских грошей. Подобного алтаря я в жизни не видел, и он тем более поразил меня, что в Козакии я не видел никакого камня. Он был широк и возвышался высоко, на нём различные скульптуры, украшенные золотом и яркими красками. Неподалёку от алтаря показывали останки какого-то старого священника, похороненного более ста лет назад. Но у него до сих пор сохранилось лицо и волосы, говорят, потому, что он был удивительно праведным. В вечернее время трое мужчин почтили нас триголосым пением, один басом, а двое дискантом, и рассказывали, что для публичного пения изредка привлекают только ребят».
«Местечко Лютенька Успенская церковь, каменная с такой же колокольней, холодная, построена в 1686 году … церковная сторожка-каменная; церковная библиотека … где и квартира диакона; кроме того, при церкви по ветхости стал нежилой дом и каменная лавка; земли церковной 9 дес. 800 кв.саж., ружной − 34 десятины. Приписная к сей церкви кладбищенская Всех Святых, церковь деревянная, холодная». Кладбищенский храм 1860 года постройки, но основан в 1673 году и располагает колоколом, отлитым в 1675 году, являясь, таким образом, старейшей церковью в Лютеньке.
В 1954 году поставлена под охрану государства как памятник архитектуры.
В 1955 году под руководством архитектора П. Захарченко разработан проект реставрации, который предусматривал восстановление гипотетических первоначальных форм пяти верхов, искажённых перестройкой 1890 года.
Памятник начал разрушаться и в 1974 году был подорван, рухнули четыре из пяти глав. В апреле 1985 года подорваны остатки храма и колокольня.

## Современность
В 2008—2010 годах проводилась археологическая экспедиция Полтавского национального педагогического университета имени В. Г. Короленко и Полтавского краеведческого музея. 
В 2012 году протоиереем Василием (Лыло) на месте руин начато строительство нового деревянного храма. Храм строится на добровольные пожертвования религиозной общины. 
В 2015 году протоиереи Стефан (Кавчак) и Василий (Лило) по благословению митрополита Полтавского и Миргородского Филиппа освятили краеугольный камень будущего храма.

## Галерея

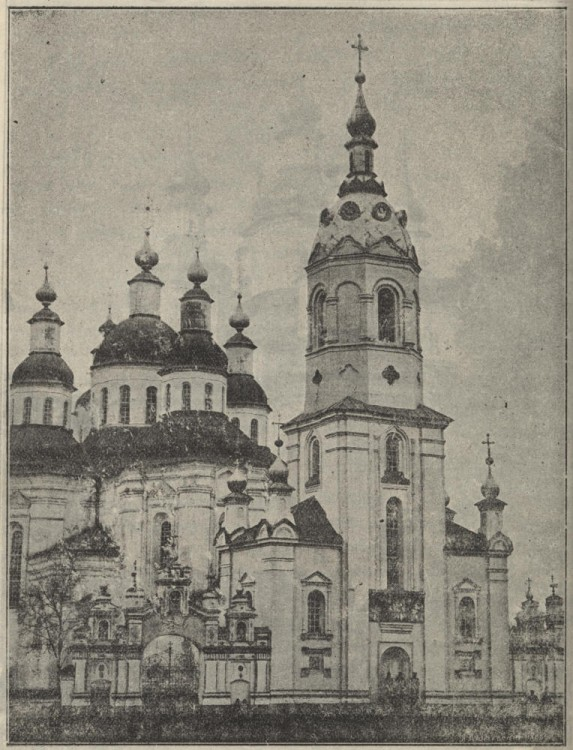
Колокольня Успенской церкви (Лютенька)
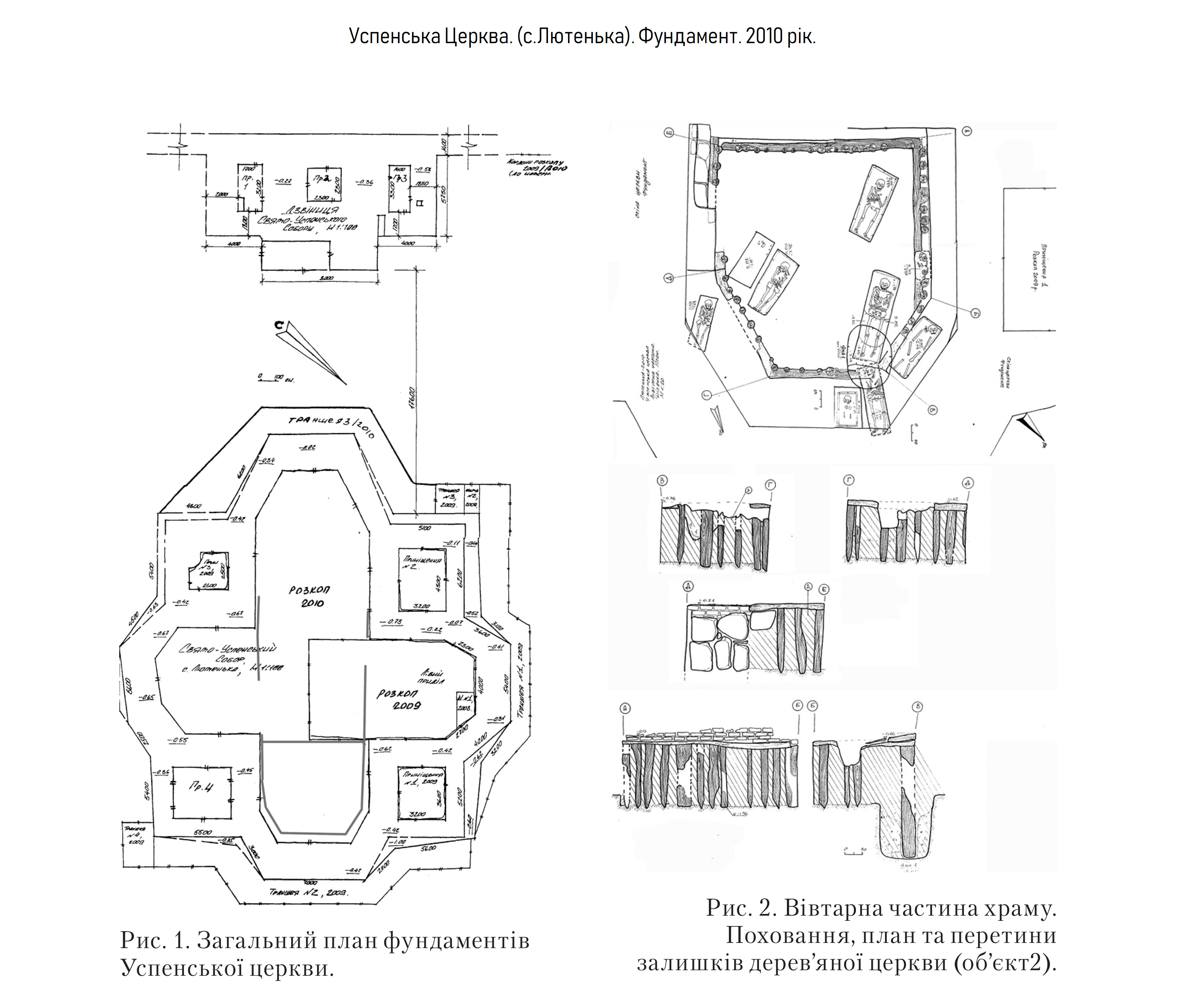
Материалы XVII в. из раскопок Успенской церкви. Фундамент (Лютенька)
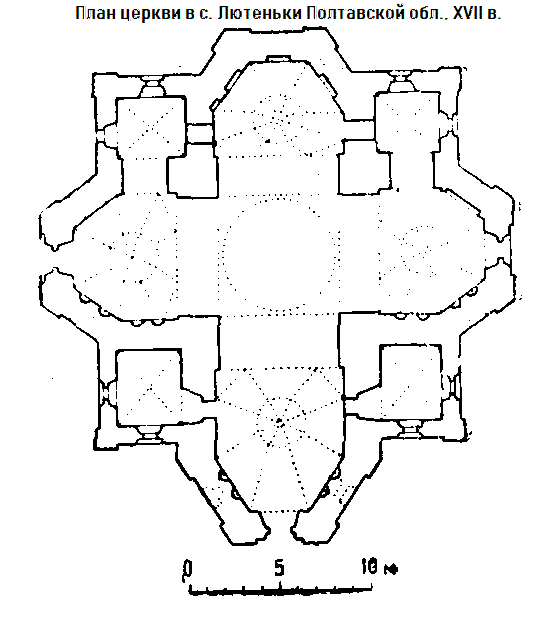
План церкви в с. Лютеньки Полтавской обл., XVII в. (обмеры ЦРМГУ) (стр. 147)
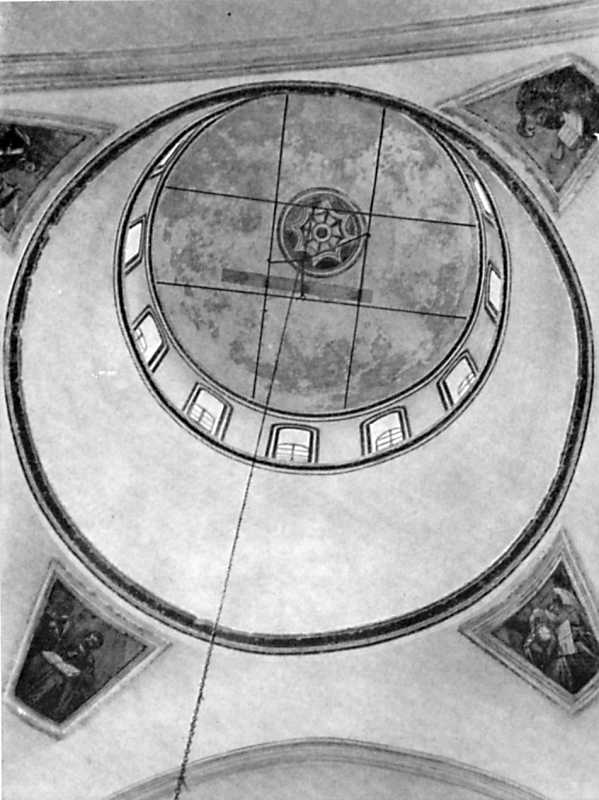
Купол Успенской церкви. Лютенька
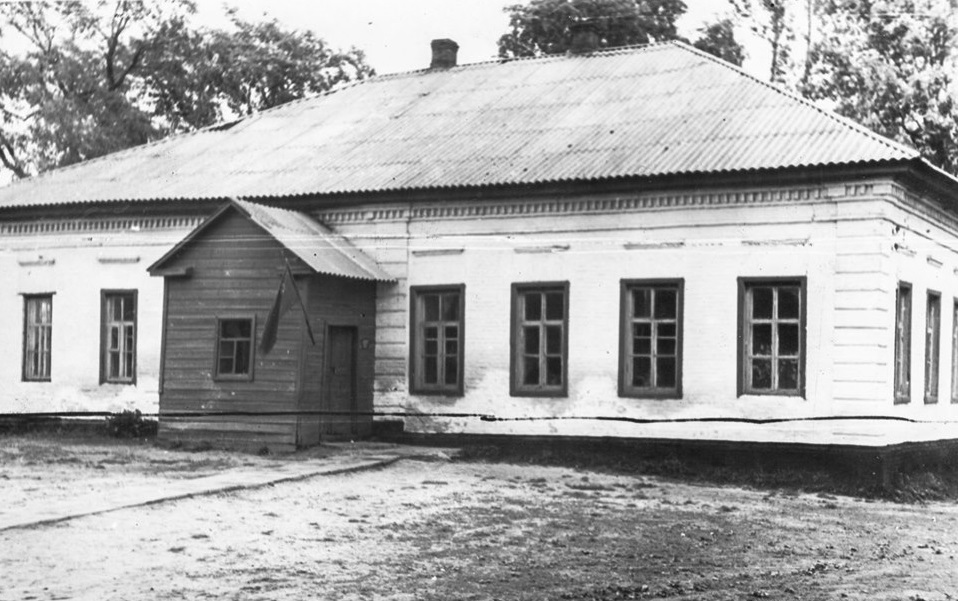
Бывшая церковно-приходская школа Успенского прихода села Лютенька.
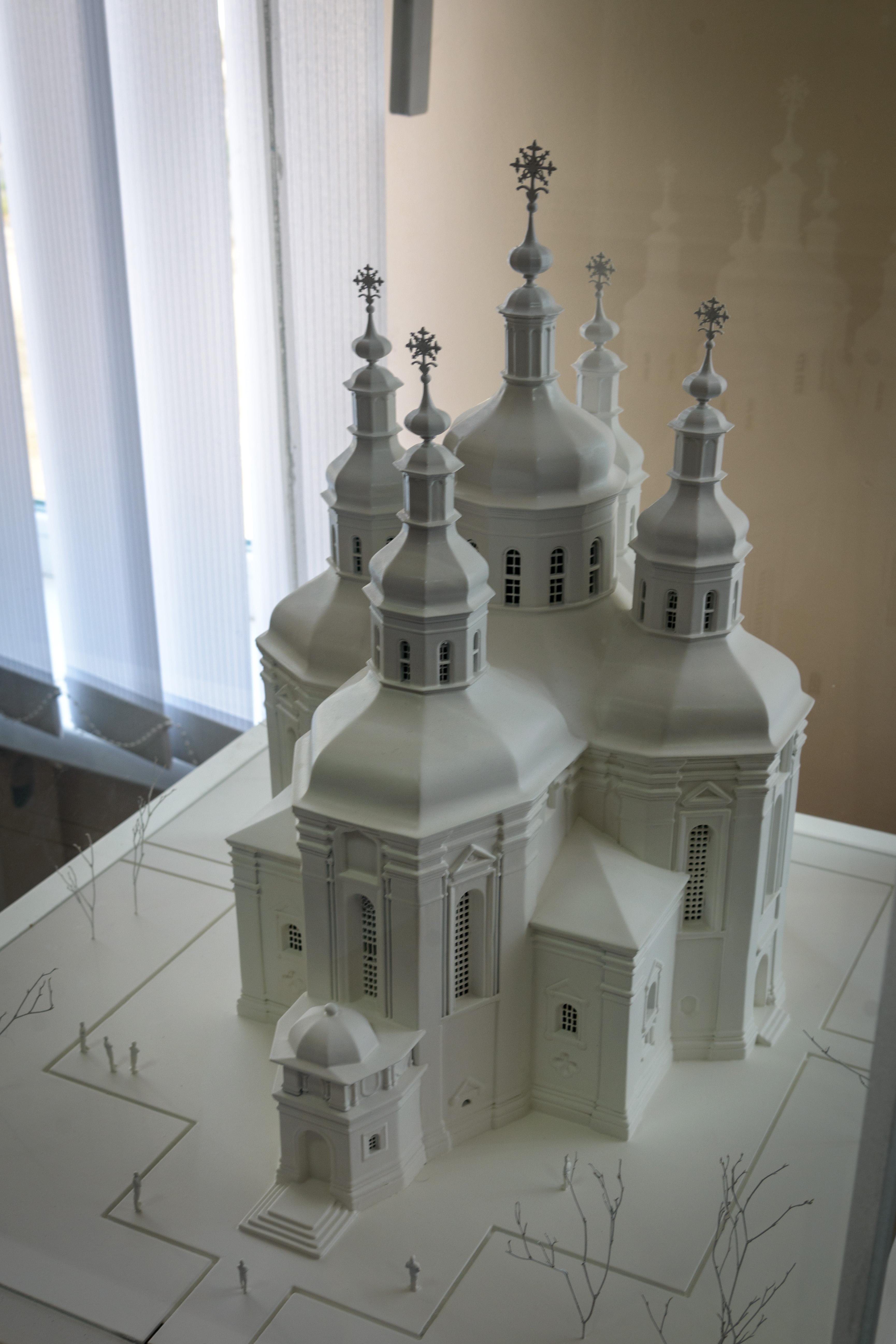
Макет Успенской церкви в школьном музее О.Д.Засядько